# Колосова, Наталья Викторовна
Наталья Викторовна Колосова (род. 1982) — российская балерина, заслуженная артистка России (2013).

## Биография
Наталья Колосова родилась в 1982 году. В детстве занималась в секции художественной гимнастики. Затем поступила на хореографическое отделение Саратовского областного училища искусств. Училище окончила в 2000 году, с отличием, педагог М. Касаткина. По окончании обучения в училище поступила на сцену Саратовского театра оперы и балета в качестве солистки балета.
Наталья обладает яркой сценической внешностью, актёрской выразительностью и отличной техникой прыжков и вращений.
Наталья Колосова дипломант междунарождного конкурса «Фуэте Артека» им. Юрия Григоровича, лауреат IV областного театрального фестиваля «Золотой Арлекин» (2007 год) в номинации «За чистоту стиля, грацию и изящество», лауреат балетных конкурсов, а также множества других дипломов и премий.
Совместно с российскими балетными коллективами гастролировала в США, Португалии, Великобритании.

## Балетный репертуар
- «Спящая красавица» П. И. Чайковского — Принцесса Аврора, Фея нежности, Фея Сирени, Фея Смелости
- «Жизель» Адольфа Адана — Жизель, Мирта
- «Лебединое озеро» П. И. Чайковского — Одетта — Одиллия
- «Дон Кихот» Людвига Минкуса — Повелитильница дриад
- «Бахчисарайский фонтан» Бориса Асафьева — Зарема, Мария
- «Белоснежка и семь гномов» — Королева
- «Большой вальс» на музыку Иоганна Штрауса — Фанни-актриса
- 2007 — «Девушка и Смерть» — Девушка
- «Доктор Айболит» — Варвара
- «Дюймовочка» — Фея Роз
- «Казанова» Т. Альбинони, Л. Бетховен, А. Вивальди, В. Моцарт — Дама в красном, Дама в чёрном
- «Кармен-сюита» Альберто Алонсо — Рок
- «Конёк-Горбунок» Родиона Щедриона — Царь-Девица
- «Мистерия танго» на музыку А. Пьяццолла — Возлюбленная
- «Ромео и Джульетта» Сергея Прокофьева — Джульетта
- 2008 — «Снежная королева» Ж. Колодуб — Снежная королева
- 2013 — «Сон в летнюю ночь» Ф. Мендельсон — Елена
- «Тысяча и одна ночь» Ф. Амирова — Шахерезада
- «Чиполлино» — Магнолия
- «Шопениана» Михаила Фокина — Вальс
- «Юнона» и «Авось» — Кончита

## Награды
- 2018 — «Золотой Арлекин» за роль Мачехи в балете «Super «Золушка» в номинации «Роль второго плана в музыкальном театре (Женская роль, балет)»